# Clutching at Straws
Clutching at Straws is het vierde studioalbum van de  Britse progressieve rockband Marillion. Het werd in 1987 uitgebracht en was het laatste album met frontman en leadzanger Fish. Clutching at Straws is een conceptalbum.

## Thema en concept
Het centrale thema van dit album is bovenmatig drankgebruik. Op John Lennon na is deze verslaving alle dichters, schrijvers en artiesten die op de hoes staan afgebeeld, fataal geworden. De hoofdpersoon op dit conceptalbum is Torch, een jongeman die veel overeenkomsten vertoont met zanger en tekstschrijver Fish. Hij wordt geschetst als een mislukte zanger van een band en een waardeloze vader, wiens huwelijk is gestrand. In deze desolate toestand begeeft hij zich van de ene hotelkamer naar de andere bar en eindigt dronken schreeuwend op straat. Daarnaast keert het album zich tegen het destijds opkomende neonazisme.

## Recensies
In recensies en latere artikelen oogstte Clutching at Straws veel lof. Het album werd in 1987 door het tijdschrift Q gerekend tot de "50 Beste Opnamen van het Jaar". AllMusic noemde het een "meesterwerk" en volgens Rolling Stone hoort het thuis op nummer 37 in de "50 Grootste Prog Rock Albums Aller Tijden". Commercieel was het ook een succes, zij het niet zo groot als dat van zijn voorganger Misplaced Childhood.

## Noteringen
Clutching at Straws behaalde in 1987 in Duitsland, Nederland, het Verenigd Koninkrijk en Zwitserland een top 3-notering in de album-charts. In Duitsland werden er meer dan 250 000 exemplaren van verkocht, in het Verenigd Koninkrijk meer dan 100 000.

## Titels
Alle nummers zijn geschreven door Fish, Mark Kelly, Ian Mosley, Steve Rothery en Pete Trewavas.

| Nr. | Titel                                    | Duur |
| --- | ---------------------------------------- | ---- |
| 1.  | Hotel Hobbies                            | 3:35 |
| 2.  | Warm Wet Circles                         | 4:25 |
| 3.  | That Time of the Night (The Short Straw) | 6:00 |
| 4.  | Going Under                              | 2:47 |
| 5.  | Just for the Record                      | 3:09 |
| 6.  | White Russian                            | 6:27 |
| 7.  | Incommunicado                            | 5:16 |
| 8.  | Torch Song                               | 4:05 |
| 9.  | Slàinte Mhath                            | 4:44 |
| 10. | Sugar Mice                               | 5:46 |
| 11. | The Last Straw / Happy Ending            | 5:58 |

## Musici
Marillion bestond bij de opname van dit album uit de volgende leden.
- Fish – zang
- Steve Rothery – gitaar
- Mark Kelly – keyboards
- Pete Trewavas – bas
- Ian Mosley – drumstel

Daarnaast werkten verschillende zangers mee als gastartiest.
- Tessa Niles – achtergrondzang op That Time of the Night en The Last Straw
- Chris Kimsey – achtergrondzang op Incommunicado; tevens producent
- John Cavanaugh – stem van ‘Dr. Finlay’ op Torch Song.

## Wetenswaardigheden
- Clutching at Straws werd opgedragen aan de in 1987 overleden oprichter van Charisma Records, Tony Stratton-Smith.[2]